# Malíč
Malíč (en allemand : Malitschen) est une commune du district de Litoměřice, dans la région d'Ústí nad Labem, en Tchéquie. Sa population s'élevait à 186 habitants en 2021.

## Géographie
Malíč se trouve à 4 km à l'ouest du centre de Litoměřice, à 14 km au sud d'Ústí nad Labem et à 58 km au nord-ouest de Prague.
La commune est limitée par Kamýk au nord, par Litoměřice à l'est, par Michalovice au sud, et par Velké Žernoseky à l'ouest.

## Histoire
La première mention écrite du village date de 1276.

## Galerie

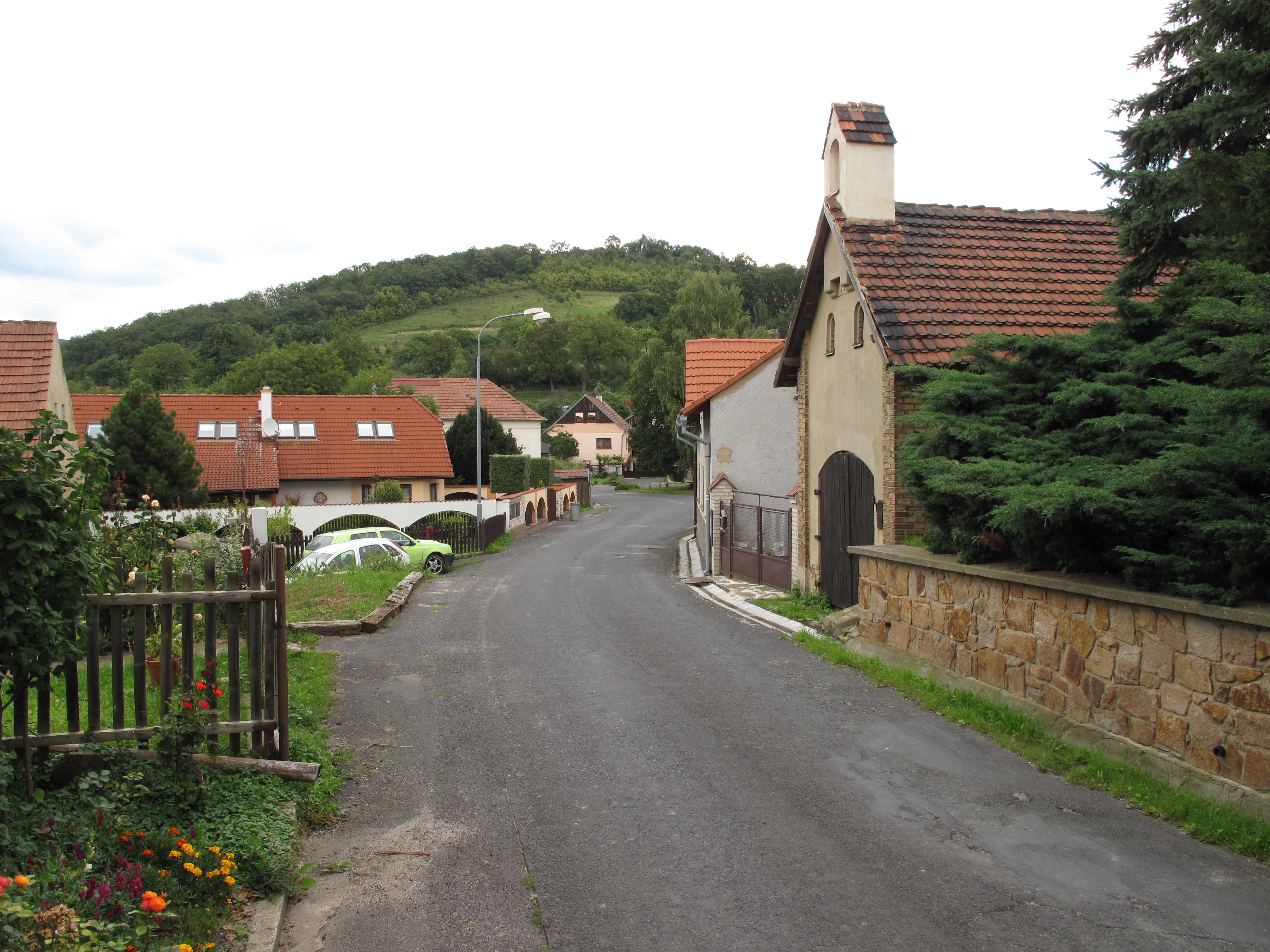
Malíč  : rue principale.
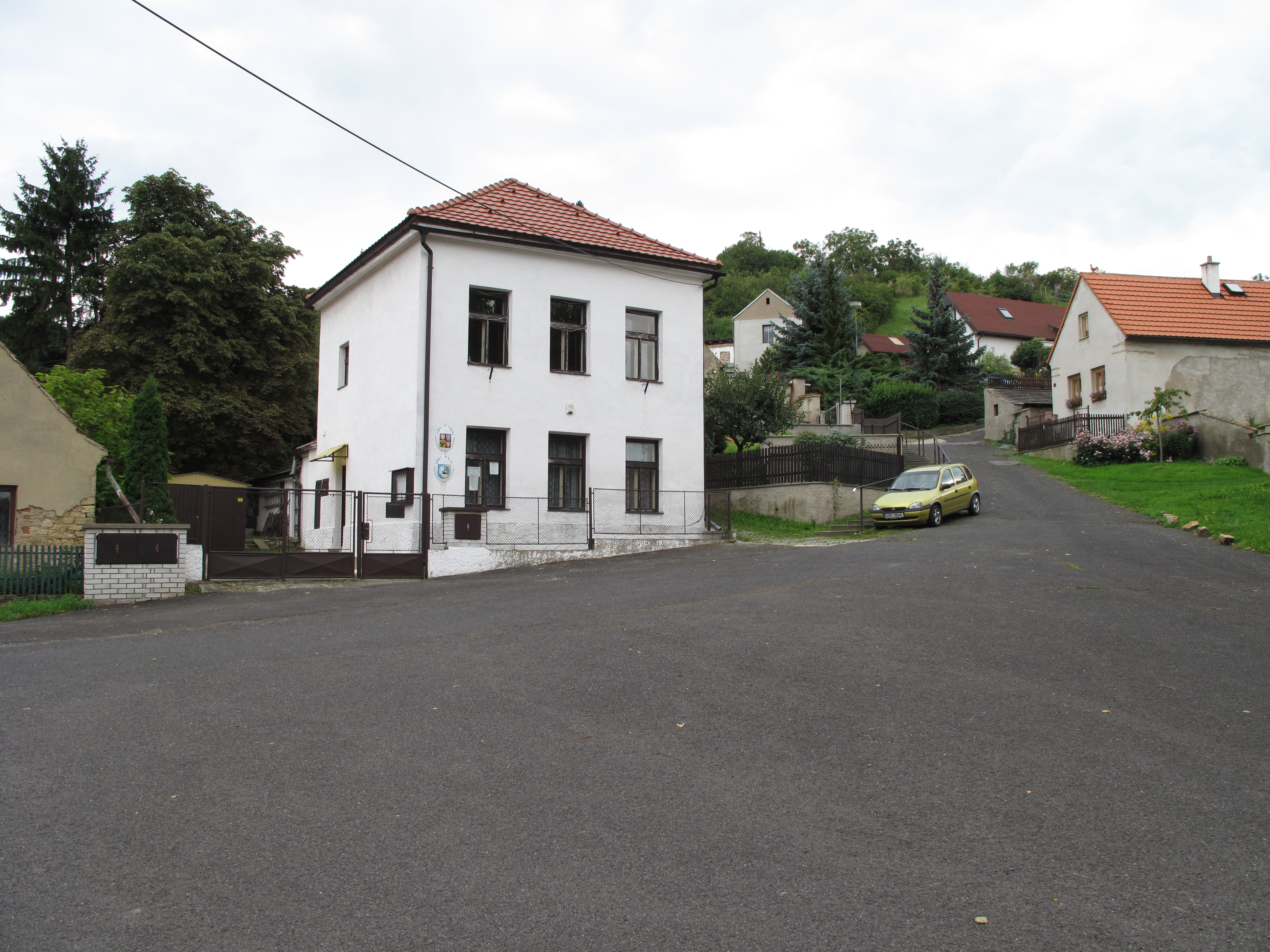
Malíč : la mairie.

## Transports
Par la route, Malíč se trouve à 5 km de Litoměřice, à 20 km d'Ústí nad Labem  et à 72 km de Prague.